# میرزا اسماعیل امین‌الملک
میرزا اسماعیل خان امین الملک (۱۲۸۴–۱۳۱۶ ه‍.ق) پسر آقا ابراهیم امین‌السلطان و برادر کوچکتر میرزا علی‌اصغر اتابک (امین‌السلطان) بود. او در سال ۱۲۸۴ قمری متولد شد، ابتدا به تحصیل علوم دینی پرداخت و معمم شد، ولی در حدود ۱۷ سالگی لباس روحانیت را کنار گذاشت. در اواخر سلطنت ناصرالدین شاه امین‌الملک لقب گرفت و به ریاست خزانه انتخاب شد و بعد گمرک و کلیه ادارات مالیه ایران به او سپرده شد. او در پنج شنبه ۱۶ ذی‌الحجه سال ۱۳۱۶ قمری در تهران درگذشت و در هنگام فوت ۳۳ سال داشت. مقبره او در قم در آرامگاه خصوصی خاندان اتابک است.
وی در ۱۶ محرم ۱۳۱۶ ه‍.ق به وزارت داخله (کشور) ایران گمارده شد.
او پدر موسی معروفی و پدربزرگ جواد معروفی است.